# 위절제술

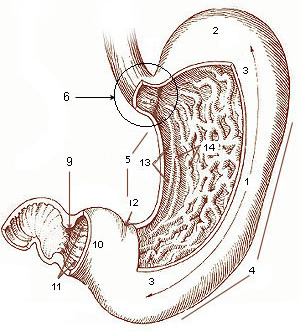

위절제술(胃切除術)은 위의 일부 혹은 전부를 들어내는 수술이다.
최초의 성공적인 위절제술은 테오도어 빌로스가 1881년에 위암을 치료하기 위해 했던 수술이다. 위절제술은 암이나 소화기 궤양, 장벽의 천공 등을 치료하기 위해 시술된다. 최근에는 소화기 궤양을 주로 헬리코박터 파일로리 균에 대한 항생제나 내시경을 이용해 치료하기 때문에 시술 비중은 점점 줄어들고 있다.